# Pestișu Mic, Hunedoara
Pestișu Mic este satul de reședință al comunei cu același nume din județul Hunedoara, Transilvania, România. Se află în partea de vest a județului, în depresiunea Hunedoara.

## Imagini

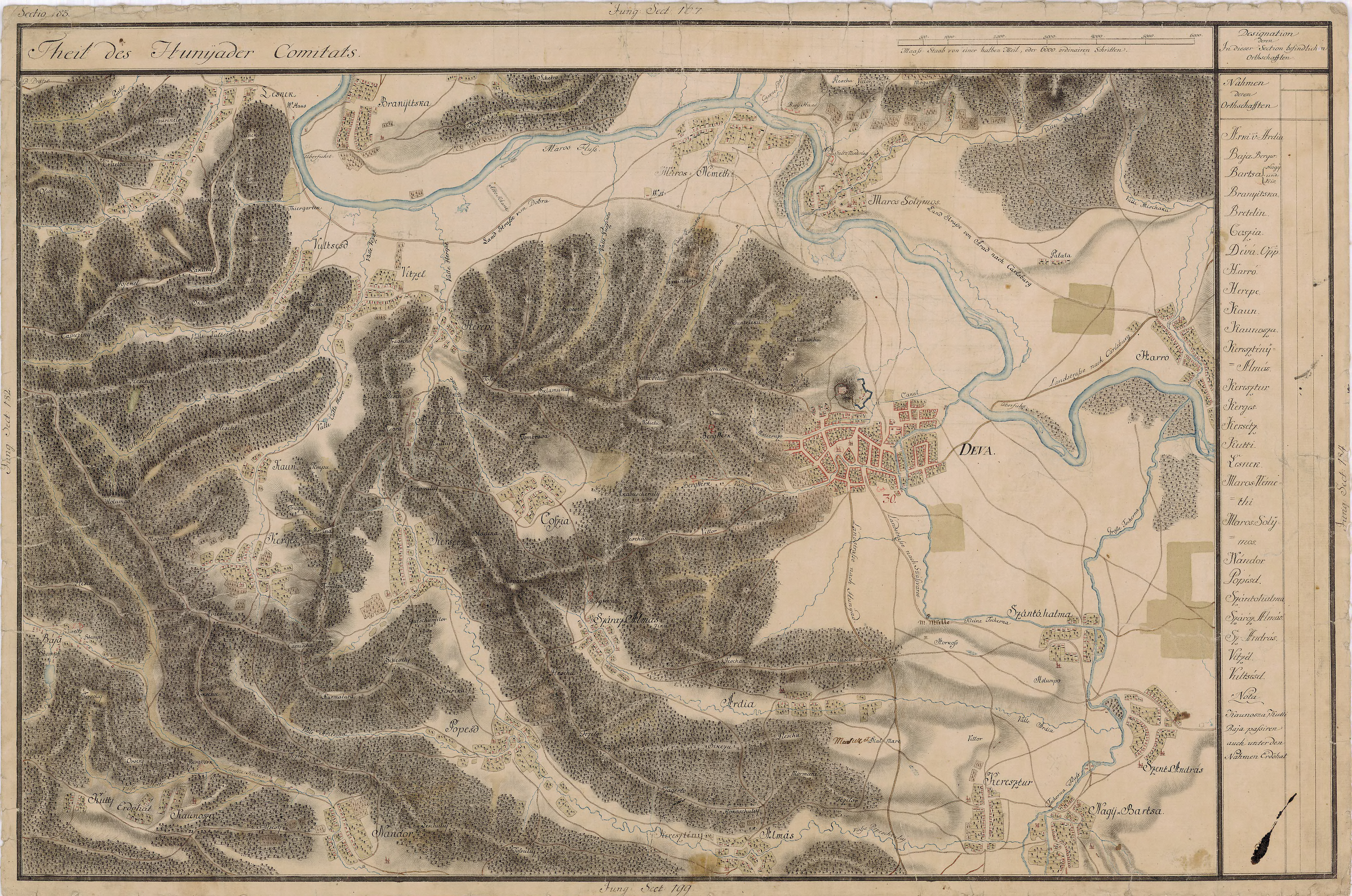
Peștișu Mic în Harta Iosefină a Transilvaniei, 1769-1773
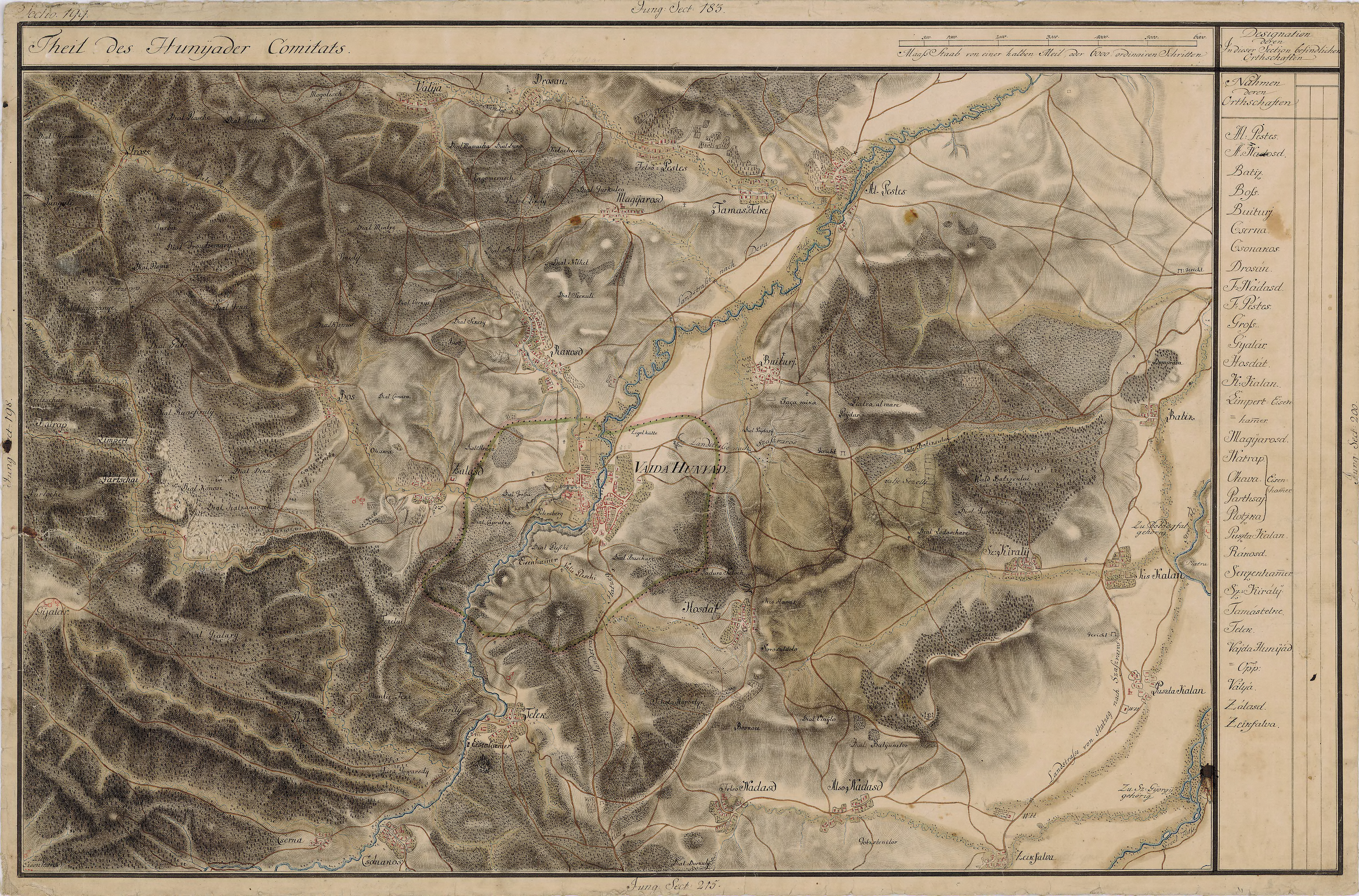
Peștișu Mic în Harta Iosefină a Transilvaniei, 1769-1773